# Gwinnett County
Gwinnett County är ett administrativt område i delstaten Georgia, USA, med 805 321 invånare.  Den administrativa huvudorten (county seat) är Lawrenceville. 

## Geografi
Enligt United States Census Bureau så har countyt en total area på 1131 km². 1 121 km² av den arean är land och 10 km² är vatten.

### Angränsande countyn
- Forsyth County, Georgia - norr
- Hall County, Georgia - nordost
- Jackson County, Georgia - nordost
- Barrow County, Georgia - öster
- Walton County, Georgia - sydost
- DeKalb County, Georgia - sydväst
- Rockdale County, Georgia - söder
- Fulton County, Georgia - väster